# NGC 5466
NGC 5466 est un amas globulaire situé dans la constellation du Bouvier à environ à environ 5 220 a.l. de la Terre. Il a été découvert par l'astronome germano-britannique William Herschel en 1784. 
Sa métallicité est estimée à -1,98 [Fe/H] selon l'article de J. Boyles et al. ou encore à -1,74 [Fe/H] selon Forbes et Bridges et son âge d'environ 13,57 milliards d'années.

## Galerie

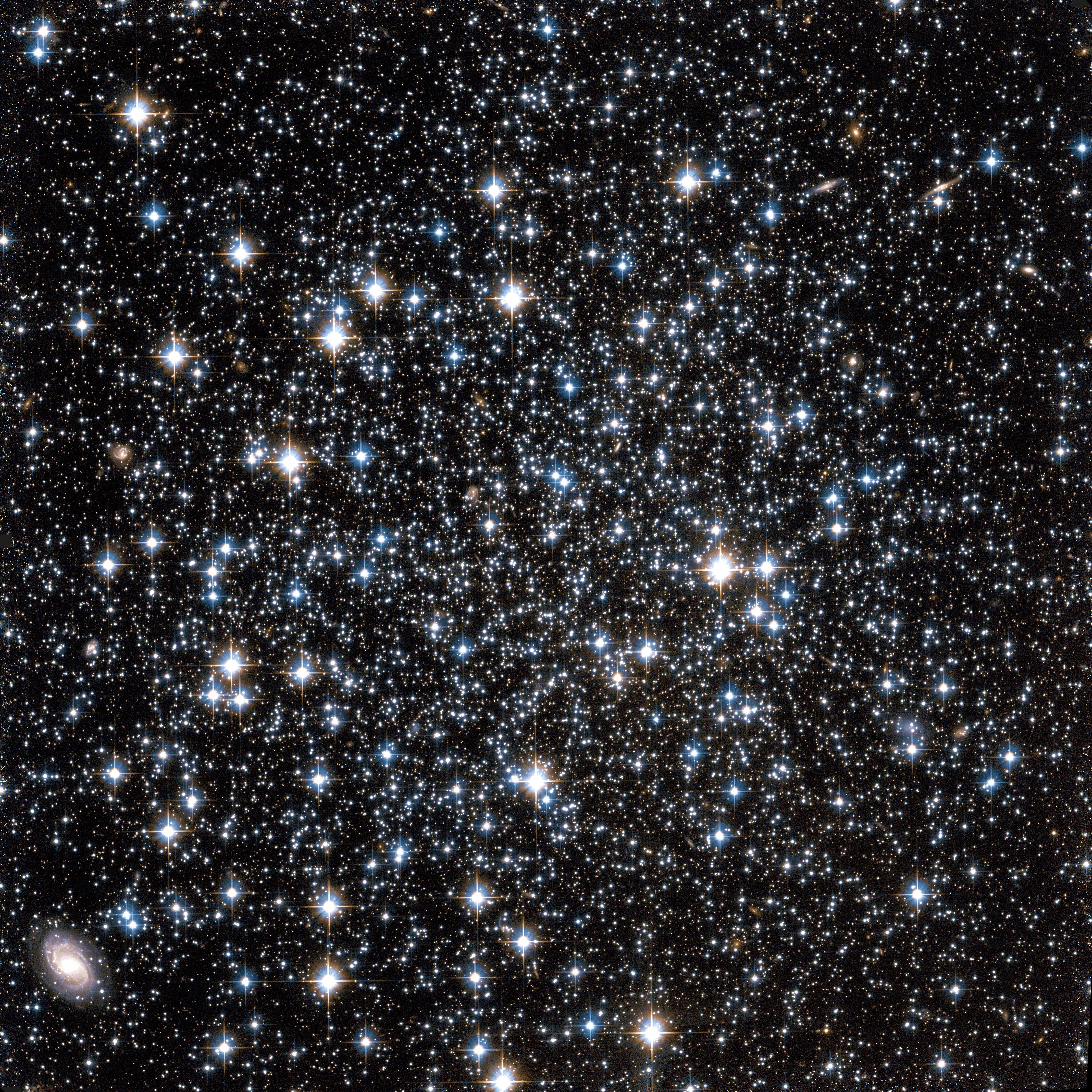
NGC 5466 capté par le télescope spatial Hubble.
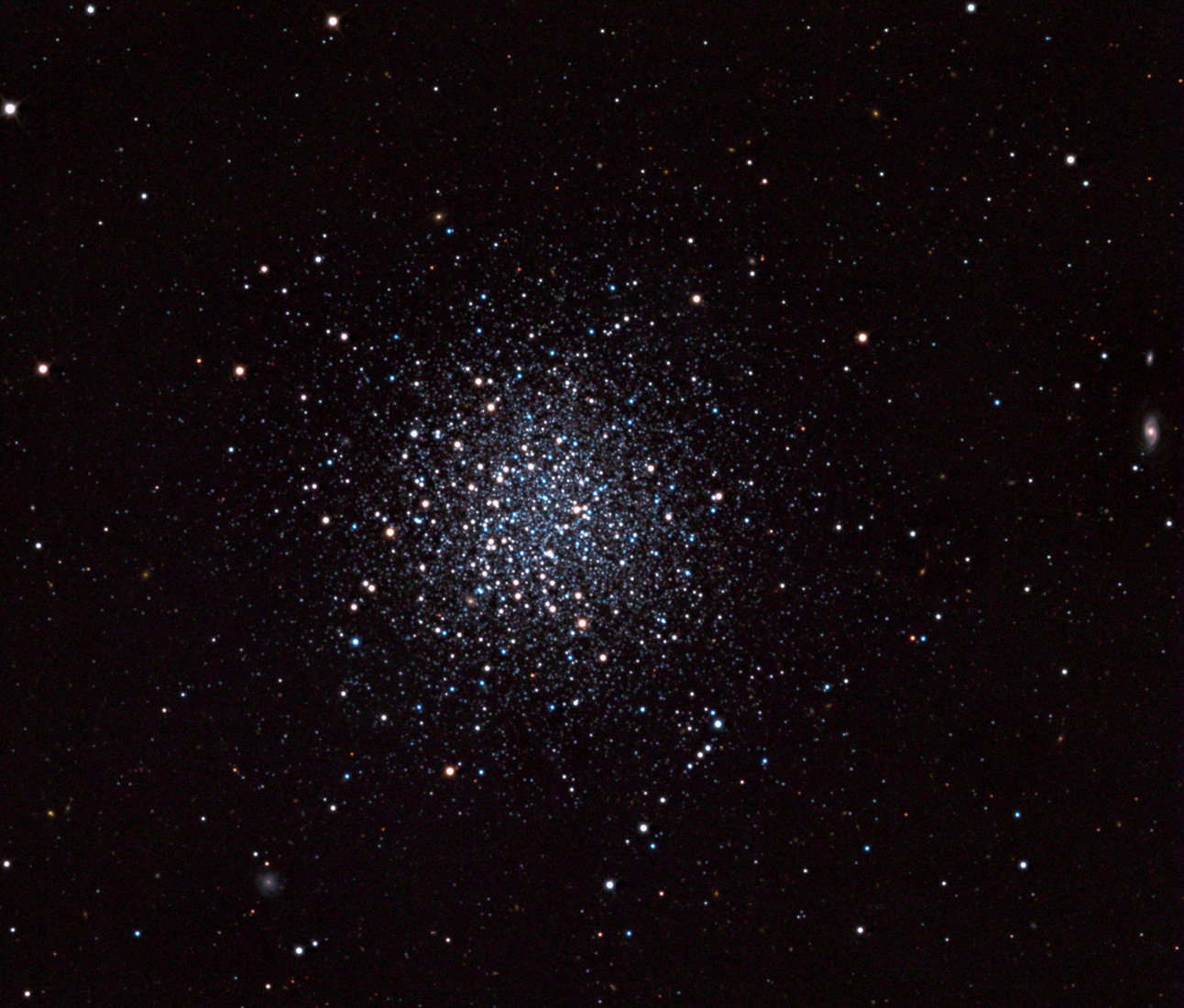
NGC 5466 capté par un télescope de 820 mm (32 pouce. (Adam Block (Observatoire du mont Lemmon/Université de l'Arizona).)
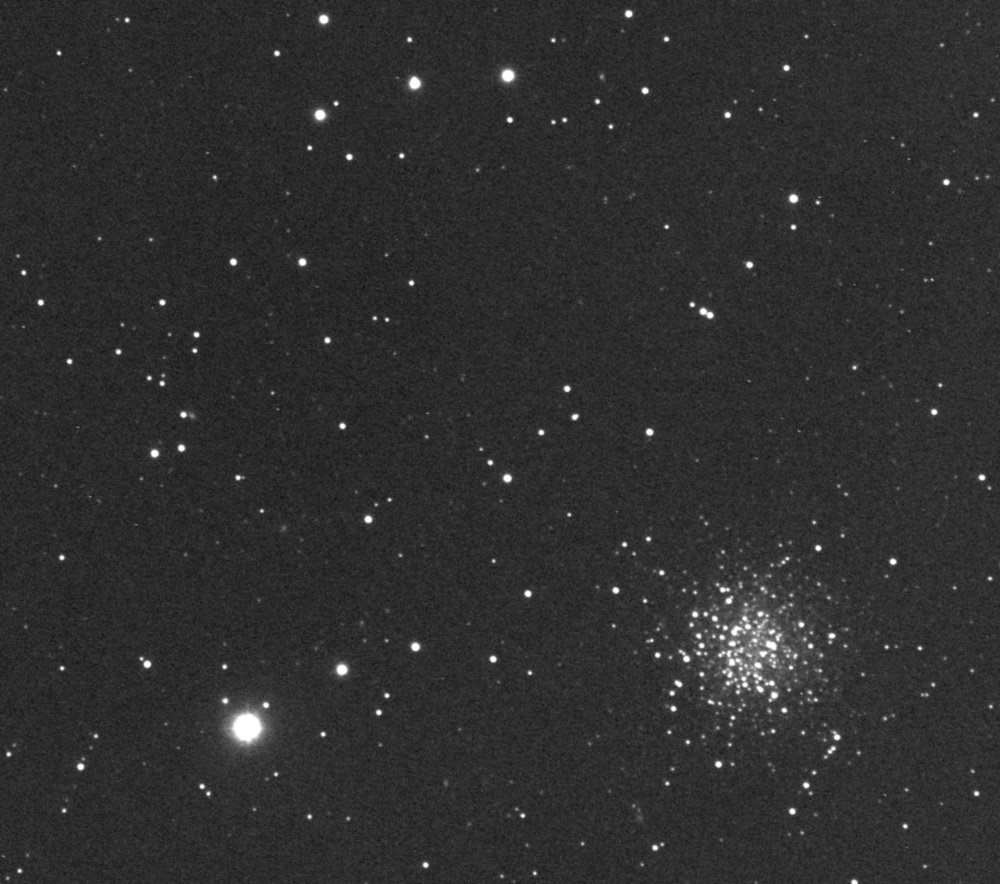
NGC 5466 imagé à l'aide d'un télescope amateur.